# Església de Sant Martí d'Albars
L'Església de Sant Martí d'Albars és una obra barroca de Sant Martí d'Albars (Lluçanès) inclosa a l'Inventari del Patrimoni Arquitectònic de Catalunya.

## Descripció
Edifici ample amb elements barrocs i neoclàssics. Està fet de pedra i després arrebossat amb la coberta a dues aigües de teula àrab. Destaca la torre campanar situada als peus, de secció quadrada i rematada amb una balustrada. La portada principal té les cantoneres de pedra treballada, a la dovella central hi ha un escut llis i un nínxol per encabir-hi la imatge del sant titular. A sobre hi ha un òcul que il·lumina la nau. La façana es remata amb un frontó mixtilini resseguit amb teules.

## Història
L'existència de l'església consta des del 905 que apareix com a filial de Santa Maria de Lluçà. Al 1154 es la primera vegada que apareix en una llista com a parròquia independent; aquest fet es confirma en un document de l'any 1161. L'església actual fou construïda al segle xviii, prop de la rectoria refeta pel Rector Pere Potelles vers el 1774.